# Chandrashekarapura, Gubbi
Chandrashekarapura là một làng thuộc tehsil Gubbi, huyện Tumkur, bang Karnataka, Ấn Độ.